# Courcoury
Courcoury és un municipi francès situat al departament del Charente Marítim i a la regió de la Nova Aquitània. L'any 2007 tenia 699 habitants.

## Demografia

### Població
El 2007 la població de fet de Courcoury era de 699 persones. Hi havia 270 famílies de les quals 56 eren unipersonals (32 homes vivint sols i 24 dones vivint soles), 99 parelles sense fills, 99 parelles amb fills i 16 famílies monoparentals amb fills.
La població ha evolucionat segons el següent gràfic:
Habitants censats

### Habitatges
El 2007 hi havia 334 habitatges, 286 eren l'habitatge principal de la família, 33 eren segones residències i 15 estaven desocupats. 326 eren cases i 6 eren apartaments. Dels 286 habitatges principals, 224 estaven ocupats pels seus propietaris, 56 estaven llogats i ocupats pels llogaters i 6 estaven cedits a títol gratuït; 6 tenien una cambra, 7 en tenien dues, 34 en tenien tres, 81 en tenien quatre i 158 en tenien cinc o més. 223 habitatges disposaven pel capbaix d'una plaça de pàrquing. A 106 habitatges hi havia un automòbil i a 165 n'hi havia dos o més.

### Piràmide de població
La piràmide de població per edats i sexe el 2009 era:
| Homes | Edats   | Dones |
| ----- | ------- | ----- |
| 0     | 95 o +  | 4     |
| 0     | 90 a 94 | 4     |
| 4     | 85 a 89 | 4     |
| 8     | 80 a 84 | 0     |
| 24    | 75 a 79 | 16    |
| 8     | 70 a 74 | 12    |
| 8     | 65 a 69 | 16    |
| 24    | 60 a 64 | 20    |
| 16    | 55 a 59 | 8     |
| 24    | 50 a 54 | 16    |
| 28    | 45 a 49 | 16    |
| 36    | 40 a 44 | 44    |
| 4     | 35 a 39 | 4     |
| 20    | 30 a 34 | 32    |
| 20    | 25 a 29 | 12    |
| 8     | 20 a 24 | 28    |
| 32    | 15 a 19 | 20    |
| 32    | 10 a 14 | 4     |
| 20    | 5 a 9   | 16    |
| 8     | 0 a 4   | 4     |

## Economia
El 2007 la població en edat de treballar era de 449 persones, 340 eren actives i 109 eren inactives. De les 340 persones actives 312 estaven ocupades (167 homes i 145 dones) i 29 estaven aturades (12 homes i 17 dones). De les 109 persones inactives 56 estaven jubilades, 23 estaven estudiant i 30 estaven classificades com a «altres inactius».

### Ingressos
El 2009 a Courcoury hi havia 286 unitats fiscals que integraven 697,5 persones, la mediana anual d'ingressos fiscals per persona era de 17.674 €.

### Activitats econòmiques
Dels 17 establiments que hi havia el 2007, 4 eren d'empreses de construcció, 6 d'empreses de comerç i reparació d'automòbils, 1 d'una empresa d'hostatgeria i restauració, 1 d'una empresa d'informació i comunicació, 1 d'una empresa immobiliària, 2 d'empreses de serveis, 1 d'una entitat de l'administració pública i 1 d'una empresa classificada com a «altres activitats de serveis».
Dels 6 establiments de servei als particulars que hi havia el 2009, 1 era un guixaire pintor, 1 lampisteria, 2 electricistes, 1 perruqueria i 1 restaurant.
L'any 2000 a Courcoury hi havia 22 explotacions agrícoles que ocupaven un total de 672 hectàrees.

## Equipaments sanitaris i escolars
El 2009 hi havia una escola elemental.

## Poblacions properes
El següent diagrama mostra les poblacions més properes.